# 一式高教
一式双引擎高等練習機（キ54 / Ki-54），略称“一式双発高練”、“一式双高練”、“双発高練”（也是中国人民解放军空军的常见用名，但常被误称为“99双发高练”）、“一式高教”，是二战期间立川飛機公司为日本陆军研制的轰炸运输大型高级教练机。

## 历史
1938年，日本陆军与日本航空輸送会社看中了洛克希德14型超级伊莱克特拉高速客机，采购了30架。在日本陆军需求背景下，立川飛機公司获得了洛克希德的生产许可证，使用国产双发14缸900马力的Ha-26-I活塞螺桨发动机，称为乙式输送机（ロ式輸送機）生产了119架。 
与九七式輸送機相比，L-14飞机具有较高速度与运载能力，但存在低速失速问题与稳定性较差。为此，乙式输送机增大了机翼面积，并重新设计了座舱以便国产。
1939年，日本陆军要求立川飛機公司研发一款高性能、多用途大型高级教练机，以替代已经过时的九五式二型教练机。设计要求为全金属机身、双发、可收放起落架、正常副驾驶外，可训练飞行学员、空中领航员、空中通信员、轰炸瞄准手、航空机枪设计员等，可容纳6-7人机组。立川飛機公司利用仿制洛克希德14型超级伊莱克特拉高速客机研发乙式输送机（Template:Ja-lang）的经验。1940年6月首飞。1941年7月定型。
这是立川飛機公司研制的首架全金属双发飞机，但其发动机可靠性良好，驾驶舱视野好，有足够大机舱容纳下各种飞行训练人员器械。因而还扩展用于人员运输、巡逻反潜。
生产持续到1945年6月，各型累计生产1,342架。

## 型号
- 甲型（キ54甲）：最早的基本生产型。用于训练飞行学员与空中领航学员。
- 乙型（キ54乙）：用于训练轰炸机组中的驾驶、领航、轰炸瞄准、无线电操作员、机枪射手。在机背安装了2个透明荚舱，安装了4挺7.7毫米口徑八九式旋回航空机枪（日语：八九式旋回機関銃）。
- 丙型（キ54丙）：机舱设8个座位，用于人员运输与联络。
- 丁型（キ54丁）：反潜巡逻机，可载8枚60千克深水航弹。
- D-1型：在研发阶段，制作了一架大型全尺寸滑翔试验機以验证空气动力性能。被当作民用机。逓信省航空局命名它为D-1型飞机。由日本航空機工業公司（日语：日産車体）制造，1939年开始开发，1943年6月21日首飞。全木制机身，4名机组乘员。由九〇式機上作業練習機（日语：九〇式機上作業練習機）牵引升空。[1]
- キ110：1943年日本陆军预见到随着战争激化了戦略物資的枯渇，为此指示以一式双発高練为基础試作全木製輸送機型，称为キ110型。1943年10月開始、1944年设计取得进展、但在1945年7月图纸与制造物料毁于空襲产生大火时，未开始制造。

## 技术性能
- 機長: 11.94
- 翼展: 17.9米
- 機高: 3.58米
- 翼面積: 40平方米
- 發動機: 515马力日立航空機天風13甲-Ⅰ（日语：天風）风冷星形9缸活塞式航空发动机双发
- 直径2.5米的3叶变距螺旋桨
- 最大速度: 367km/h（高度2000m）
- 实用升限：7180m
- 爬升到3000米所需时间8分47秒
- 航程: 960—1300公里
- 武裝: 4挺7.7毫米口徑八九式旋回航空机枪（日语：八九式旋回機関銃）
航弹最大1500kg (15kg×10)
- 乘員: 5～9名
- 自重 	2954kg
- 搭載量 	943kg
- 最大離陸荷重 	4,080kg

## 使用
一式货物输送机在第二次世界大戰期間一直作為大日本帝國陸軍航空隊。主要用于航空学校、练成飞行队、指挥中队、飞行技术检查，以及民用（称：Y39型輸送機）。战后使用至1952年退役。
也有少量装备了滿洲國軍飛行隊。
1943年8月至1944年12月，日军向汪精卫国民政府赠送3架一式高教机，分别命名为“和平”号、“建国”号、“淮海号”，举行了盛大的交机仪式。抗戰勝利前夕，和平建国军空军因“思想不良”开除军籍的黄哲夫少尉飞行员、空军航校少校飞行教官周致和策划驾机起义投共。1945年7月7日黄哲夫在秦传家（国军空军八大队轰炸员）带领下到其家乡安徽宣城县孙家埠找到了收税的新四军工作人员，宣城县委书记彭海涛派一个班护送黄哲夫辗转到浙江长兴县天目山的新四军苏浙军区司令部，得到粟裕司令员、刘先胜参谋长、钟期光主任接见。粟裕把和平建國軍空军人员企图驾机起义电告中共中央，延安复电“待机而动，配合反攻”，可飞往延安机场。1945年8月11日，蒋介石任命汪政权陆军部长、湖北省主席兼湖北省保安司令部司令和武汉绥靖公署主任叶蓬为新编第七路军总司令，8月19日上午8时许叶蓬乘坐由周致和少校与赵迺强少尉驾驶的“建国号”飞到汉口就任；当天下午“建国号”飞机从汉口返回南京时，周致和借口飞机油料不足将飞机停在了扬州西郊机场。因为南京机场的日军管理严密，而扬州机场的和平建國軍航空训练处少将副处长白景丰（白起）参与起义密谋。8月20日上午，周致和中校以飞回南京机场为由，在扬州机场加满燃油。为了确保飞机在延安降落后有维护保障，周致和少校还用“飞机飞上海倒卖黄金私货”的借口搭上了两名地勤机械士沈时槐、黄文星，这二人直到飞机升空后飞了很长时间，才知道目的地是延安，最终表示愿意参加起义。机上6人为：
- 正驾驶、少校飞行教官周致和（改名蔡云翔，任東北民主聯軍航空學校教育长）
- 副驾驶、少尉飞行员赵迺强（改名张华，调东北老航校飞行主任教员与翻译科长[4]。1980年代任济南军区空军副参谋长）
- 领航、少尉飞行员黄哲夫（改名于飞）：起飞计划确定后，从南京赶赴扬州城西12公里的杨家庙向新四军二师六旅甘泉支队政委程明通报了飞行计划转报延安[5]。8月20日飞机从扬州机场起飞滑跑时，从潜伏的跑道边草丛中奔向飞机，机上人员将其拉进机舱。[6]到东北老航校任理论教育科长。
- 少尉飞行员管序东（改名顾青）：飞行前一天用其父亲给的金条帮助周致和贿赂了扬州飞行教导总队副总队长给飞机加满油，并主动向周致和表示要随机去延安
- 空勤机械士沈时槐（改名陈明秋）、黄文星（改名田杰，后到东北老航校任机务队长）

飞机从扬州至延安经过5个多小时的飞行，航程约1200公里，在延安机场成功降落。此次起义投共事件未公开。1945年8月20日，毛泽东致电华中局：“华中局：(一)飞机一架从扬州起飞今午飞抵延安；(二)延安机场可容二十架飞机。此外，太行之辽县城西及五台之灵丘城东二十公里各有一可用之机场。中央   未号”。8月21日晚在延安王家坪的中央军委驻地朱德总司令和叶剑英参谋长、罗瑞卿、杨尚昆、胡耀邦等首长，接见并设宴欢迎全体起义人员。朱德说：“我们也要搞空军，但是人才太少了，你们来得正好。”叶剑英说：“毛主席知道你们到延安，很高兴。头一天晚上收到电报，没想到第二天你们就到了。”该机被中共命名为“820”飞机。 1945年9月该机从延安飞张家口机场，1945年11月飞东北，因超重起飞、返场迫降而右起落架折断，隐藏在飞机掩体里。1946年10月张家口失守前夕，该机拆解后连同部分航材和油料被运往晋察冀山区隐蔽。机身现存北京航空航天大学航空博物馆1945年9月5日胶东海阳县民兵张吉俊等人在海滩上缴获1架迫降的该型机。1945年10月，东北民主联军航空队在沈阳郊区奉集堡村的西面的军用机场缴获了日军第4练成飞行队的双发高练。1946年6月13日，蔡云翔驾驶1架双发高练从牡丹江经敦化飞通化运送钞票，因起飞超载，在敦化机场起飞后返场迫降时撞树桩起火爆炸，全机人员遇难。1946年6月，东北民主联军在哈尔滨附近的孙家机场缴获了4架该型飞机。1947～1948年间东北老航校修理厂修复了3架。共有5架“双发高练”在东北老航校作双发运输机和高级教练机使用。到1949年11月中国人民解放军空军正式成立时，尚有4架“双发高练”均在空军第7航空学校。1951年这批飞机被用于训练人民解放军空军的第一批14名女飞行员。1952年这4架飞机退役。

## 使用國家
- 日本（生產國）
- 滿洲國
- 中華民國
- 中华人民共和国